# Amanite phalloïde
Amanita phalloides
Vous lisez un « bon article » labellisé en 2008.
Espèce
L’Amanite phalloïde (Amanita phalloides), également connue sous les noms vernaculaires d’Oronge verte,  de Calice de la mort, d'Agaric bulbeux, d'Oronge ciguë, ou de Lera verda picotada, est une espèce de champignons vénéneux de la famille des Amanitaceae et du genre des amanites. Largement distribuée en Europe, Amanita phalloides est trouvée en association avec différents feuillus ou conifères. Cette espèce dotée d'une grande capacité d'adaptation a été introduite dans d'autres pays et continents, transportée sur des chênes, châtaigniers ou pins. Le sporophore (partie visible du champignon), apparaissant en été et en automne, est généralement verdâtre, avec des lames (libres) et un pied blancs.
Ce champignon toxique ressemble à de nombreuses espèces comestibles, augmentant le risque d'ingestion accidentelle. En effet, l'amanite phalloïde est connue comme l'un des plus dangereux champignons vénéneux. Cette amanite est d'ailleurs probablement en cause dans la mort de certaines figures historiques célèbres comme l’empereur romain Claude ou l’empereur du Saint-Empire Romain Germanique Charles VI.
Ce champignon a été l'objet de nombreuses recherches et de nombreux agents actifs biologiques ont été isolés. Le principal constituant toxique est l’alpha-Amanitine, qui endommage le foie et les reins, souvent de manière fatale. Au-delà de la phase initiale du processus pathologique, il n'existe pas d'antidote connu. Le syndrome phalloïdien est le plus redoutable et cause 10 % de mortalité.

## Nom et taxinomie
En 1727, Sébastien Vaillant décrit pour la première fois l’amanite phalloïde. Il lui donne le nom de « Fungus phalloides, annulatus, sordide virescens, et patulus ». En 1821, Elias Magnus Fries le décrit comme « Agaricus phalloides », mais inclut toutes les amanites blanches dans sa description. C’est finalement en 1833 que Johann Heinrich Friedrich Link change son nom en Amanita phalloides, après que Persoon l’a nommée Amanita viridis en 1797. Bien que ce soit Louis Secretan qui le premier utilisa le nom « Amanita phalloïdes », avant Link, il n'entre pas dans sa nomenclature car il n'utilisait pas consciencieusement la nomenclature binomiale dans tous ses travaux,. Certains taxinomistes sont cependant en désaccord avec cette opinion,.
Le nom scientifique « phalloides » signifie « en forme de phallus » probablement en référence à un pénis en érection lorsque l'Amanite est jeune.
Il existe une forme rare d’amanite phalloïde entièrement blanche (A. phalloides f. alba) décrite par Max Britzelmayr,, cependant, son statut reste flou. On la retrouve souvent parmi des spécimens de couleur totalement normale. Elle a été décrite en 2004 comme une variété distincte d’A. verna var. tarda. Les « vraies » Amanita verna émergent au printemps et se colorent en jaune au contact d'une solution d'hydroxyde de potassium (KOH), contrairement aux amanites phalloïdes.

## Description
L’amanite phalloïde apparaît après une période de pluie de la fin de l’été jusqu'en automne. Son odeur est décrite comme initialement faible et sucrée, mais se renforçant au cours du temps pour devenir écœurante et désagréable.

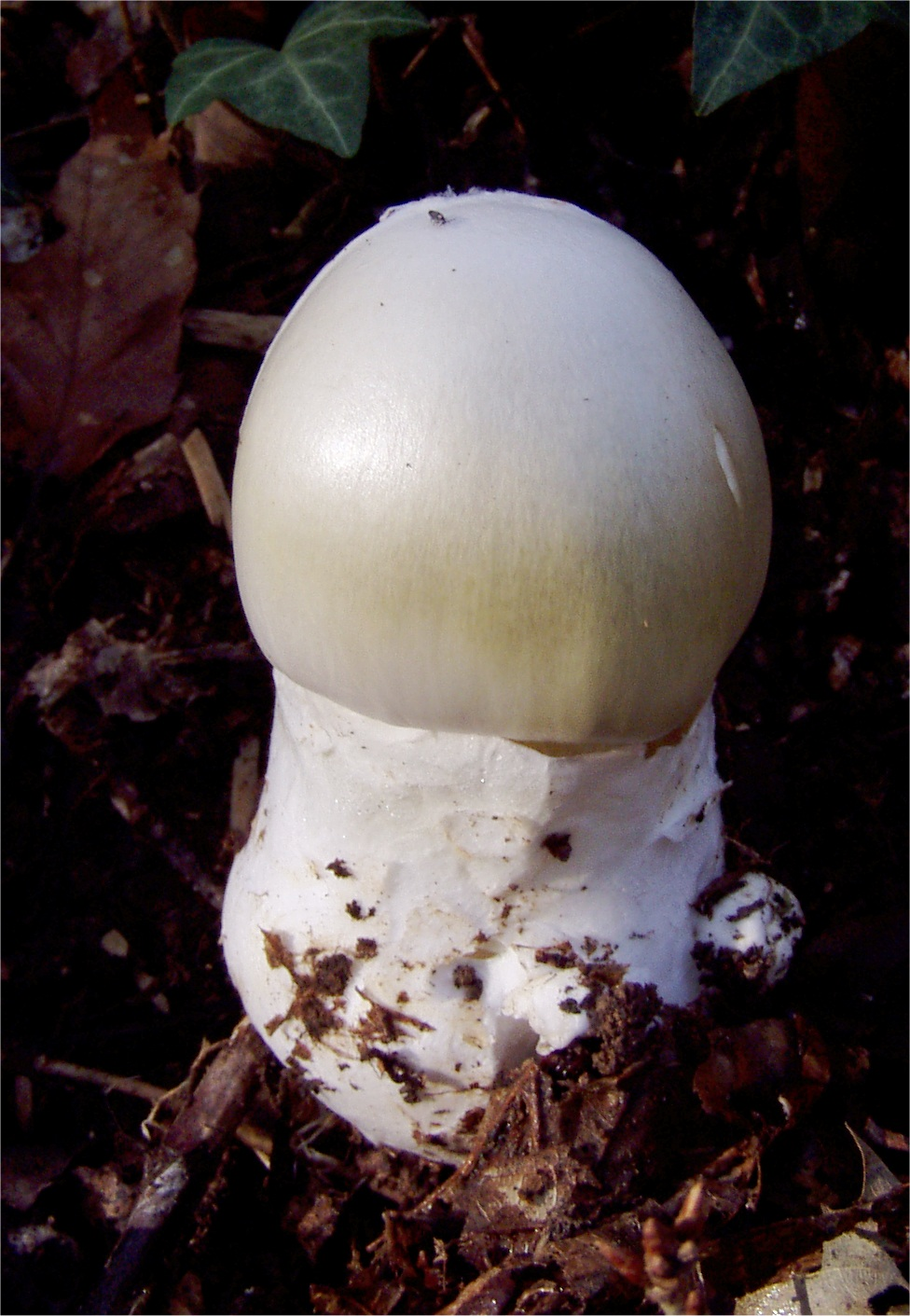
Amanite phalloïde jeune.

Les jeunes spécimens émergeant du sol ressemblent à un œuf blanc couvert d'un voile, dont la volve et l'anneau sont des reliquats. Ils présentent ensuite un corps large, avec un chapeau de 5 à 15 cm, rond et hémisphérique au début, puis aplati avec l’âge. La couleur du chapeau peut être vert pâle, vert-jaune ou vert olive, souvent plus pâle sur les bords et après la pluie. La surface du chapeau est gluante quand elle est mouillée et s'épluche facilement, caractère naïvement attribué aux champignons comestibles.
Une partie du voile initial forme un anneau mou, comme une jupe, d’environ 1 à 1,5 cm sous le chapeau. Les lames blanches sont nombreuses et libres. Le pied est blanc, chiné de gris olivâtre, long de 8 à 15 cm et épais de 1 à 2 cm, avec à sa base une volve blanche membraneuse en forme de sac. La présence de la volve est une caractéristique principale pour permettre l'identification du champignon, il est donc important de bien déblayer autour du pied pour chercher sa présence. Elle peut toutefois manquer, mangée par des limaces.
La trace laissée par les spores est blanche, comme chez toutes les espèces du genre Amanita. Les spores transparentes, dont la forme va du globe parfait à celle d'un œuf, mesurent de 8 à 10 μm de long et se colorent en bleu au contact d’iode. Les lames, lorsqu'elles sont arrosées d'acide sulfurique concentré, se teintent de mauve ou de rose,.

## Distribution et habitat
L'amanite phalloïde est originaire d'Europe, où elle est largement répandue. On la trouve au nord, en Scandinavie, dans les Pays baltes, à l'ouest jusqu'en Irlande, à l’est en Pologne et en Russie, et au sud par les Balkans jusqu’en Italie, Espagne, Maroc et Algérie en Afrique du Nord. Certaines observations tendent à démontrer la présence d’A. phalloides jusqu'en Asie, à l'est, mais celles-ci n'ont pas encore été confirmées.

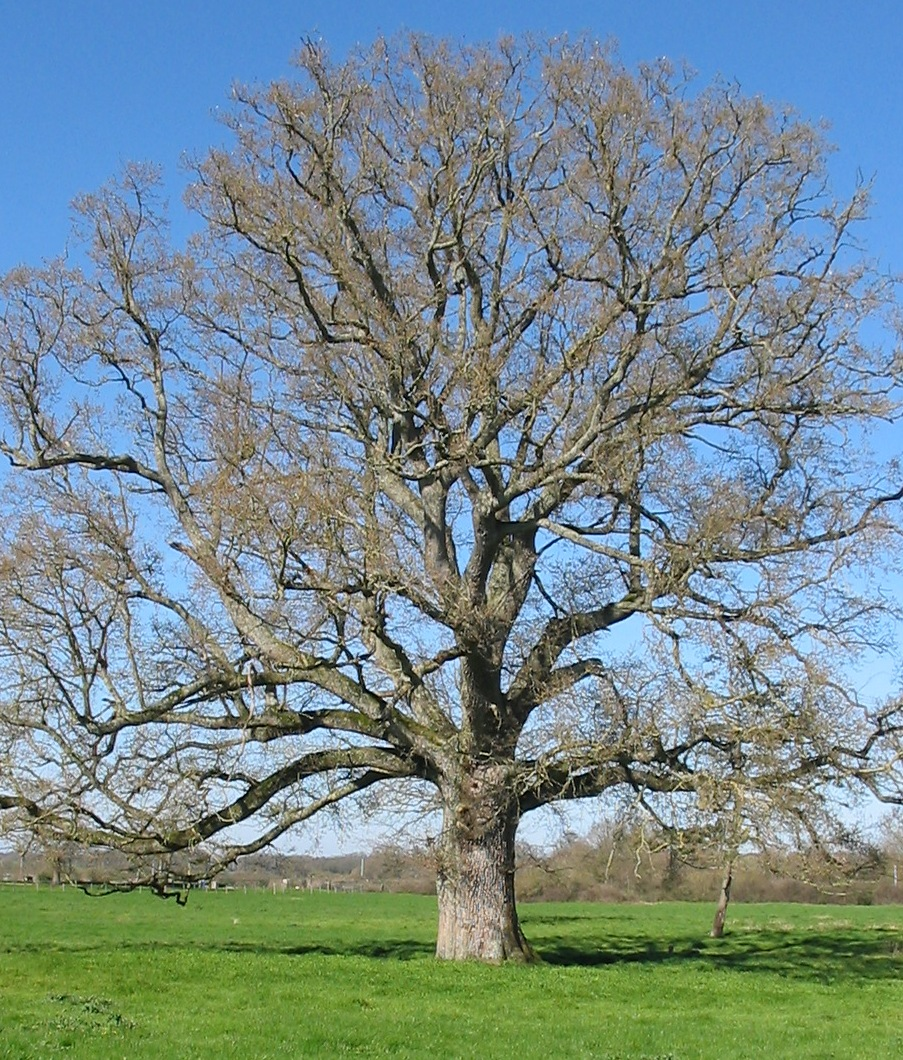
Le chêne, une des espèces de feuillus sous laquelle il est possible de rencontrer l'amanite phalloïde.

Il est associé par mycorhize avec de nombreuses espèces d'arbres. En Europe, cela inclut de nombreux feuillus et, moins fréquemment, des conifères. Il apparaît communément sous des chênes, mais également sous des hêtres, des châtaigniers, des marronniers, des bouleaux, des noisetiers, des charmes, des pins et des épicéas. Dans certaines régions, A. phalloides peut également être associée avec ces arbres en général ou bien seulement certains d'entre eux. Sur le littoral californien, par exemple, A. phalloides est associée avec des chênes, mais pas avec les espèces locales de pins, comme le pin de Monterey. Dans les pays où il a été introduit, ce champignon reste restreint à ces arbres exotiques. On retrouve cependant la présence d’A. phalloides en association avec de la ciguë, et avec des espèces de la famille des Myrtaceae: Eucalyptus en Tanzanie et en Algérie, Leptospermum et Kunzea en Nouvelle-Zélande,. Cela suggère que l’amanite phalloïde possède un potentiel invasif non négligeable.
À la fin du XIXe siècle, Charles Horton Peck constate la présence d’A. phalloides en Amérique du Nord. Cependant, en 1918, des individus de l’est des États-Unis, alors classés comme appartenant à l’espèce Amanita phalloides, ont été identifiés comme appartenant à une espèce similaire, A. brunnescens, par G. F. Atkinson de l’Université Cornell. Dans les années 1970, il est devenu clair que l'amanite phalloïde était présente aux États-Unis, apparemment introduite d’Europe par les importations de châtaignier, aussi bien sur les côtes Est et Ouest,. Une étude récente conclut que la population de la côte Est a été introduite, mais que les origines de celle de la côte Ouest restent floues, principalement à cause de l'insuffisance de données historiques.
Amanita phalloides a été apportée dans les pays de l’hémisphère sud par l'import de feuillus et de conifères. Des chênes introduits semblent avoir été les vecteurs en Australie et en Amérique du Sud. En effet, plusieurs populations ont été trouvées sous des chênes à Melbourne et Canberra,, ainsi qu'en Uruguay. Elle a également été rencontrée sous d'autres arbres introduits en Argentine au Chili. Des plantations de pins sont associées au champignon en Tanzanie et en Afrique du Sud, où il est également trouvé sous des chênes et des peupliers.

## Toxicité
Comme le suggère son nom commun de calice de la mort, ce champignon, hautement toxique, est responsable de la majorité des empoisonnements mortels causés par des champignons à travers le monde. L'ingestion de sa chair entraîne irrémédiablement la destruction du foie. En 2006, trois membres d'une famille polonaise furent victimes d'un empoisonnement qui entraîna la mort d'un premier et rendit nécessaire une greffe de foie pour les deux survivants. On estime à environ trente grammes (environ la moitié du chapeau) la dose létale pour un humain. Certaines autorités déconseillent fortement la consommation d'un panier contenant des champignons suspectés d'être des amanites phalloïdes et déconseillent également de les toucher,. De plus, la toxicité n'est pas réduite par la cuisson, la congélation ou le séchage. Il n'est ainsi pas étonnant que la biochimie de ce champignon ait été le sujet de nombreuses études durant plusieurs décennies.

### Ressemblance avec des espèces comestibles

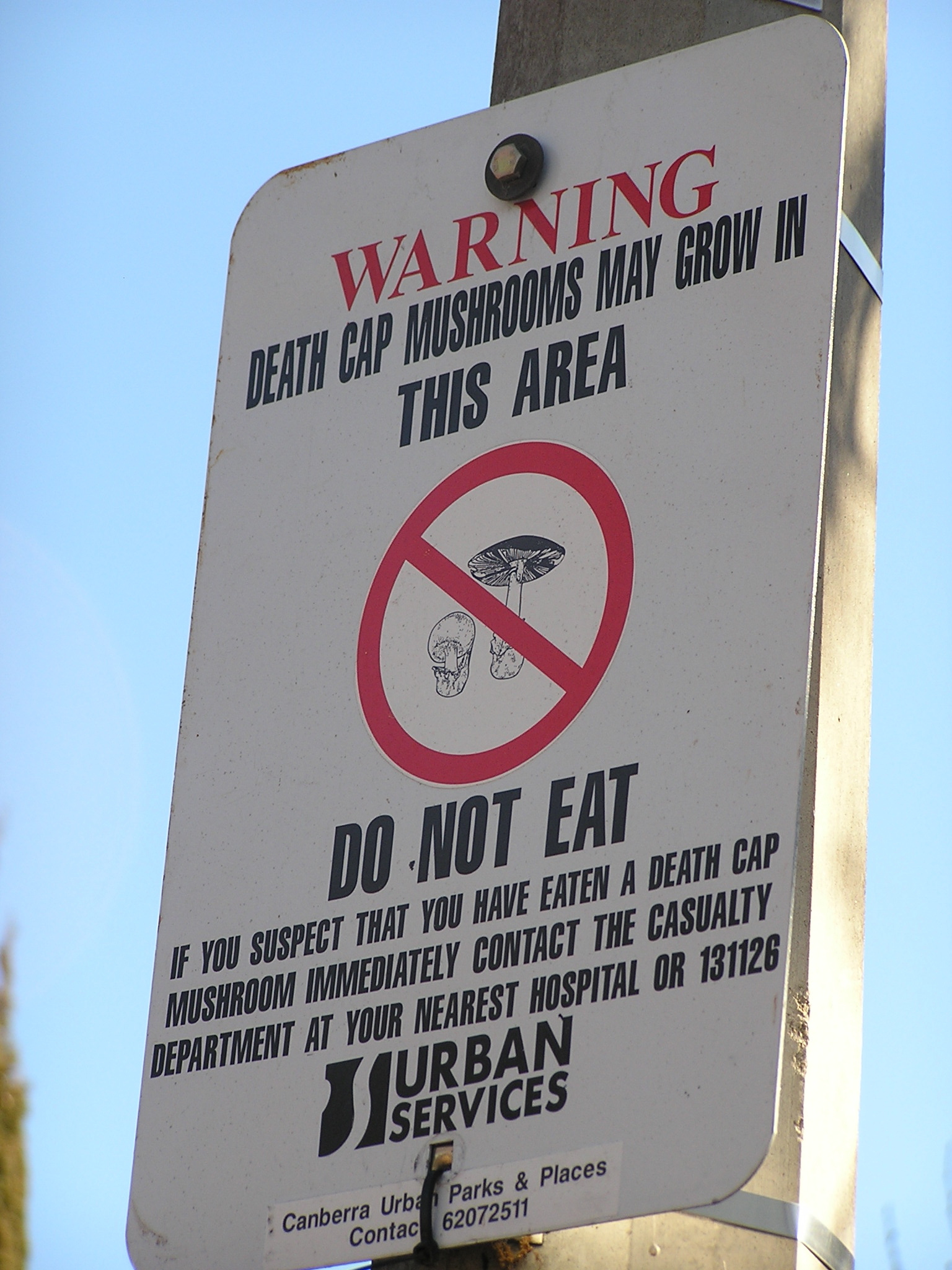
Panneau d’avertissement dans la région de Canberra (Australie)

Certains cas récents, impliquant des immigrants d’Asie du sud-est en Australie et sur la côte ouest des États-Unis, mettent en lumière sa ressemblance avec le champignon Volvariella volvacea, très utilisé dans la cuisine asiatique. C'est ainsi que, en Oregon, quatre membres d'une famille coréenne durent recourir à une greffe du foie. Sur les sept personnes empoisonnées dans la région de Canberra entre 1988 et 1998, trois étaient originaires du Laos. C’est d'ailleurs l’une des principales causes d'empoisonnement aux champignons aux États-Unis.
Les novices peuvent également confondre de jeunes amanites phalloïdes avec des vesses-de-loup comestibles ou des spécimens matures avec d'autres espèces d'amanites comme Amanita calyptroderma , et, pour cette raison, certaines autorités recommandent d'éviter la collecte commune d'espèces d'amanites pour la table. La forme blanche d’A. phalloides peut être confondue avec les espèces du genre Agaricus, parfaitement comestibles, en particulier les spécimens jeunes dont le chapeau n'est pas encore étendu. Toutes les espèces matures d’Agaricus possèdent des lamelles de couleur rose puis brune.
En Europe, d'autres espèces similaires aux chapeaux verdâtres peuvent être collectées par les amateurs dont plusieurs espèces verdâtres du genre Russula, et le très populaire tricholome équestre. Cependant, cette dernière espèce est maintenant considérée comme très dangereuse après une série d'empoisonnements, ayant entraîné la mort de plusieurs personnes en France, en 2001. Les russules, comme Russula heterophylla, R. aeruginea, R. virescens et autres, peuvent être distinguées par leur chair cassante et l’absence d'anneau et de volve. Certaines espèces proches comme A. subjunquillea en Asie de l'Est et A. arocheae, que l’on retrouve des Andes colombiennes jusqu’au centre du Mexique (au moins), sont également toxiques.

### Biochimie

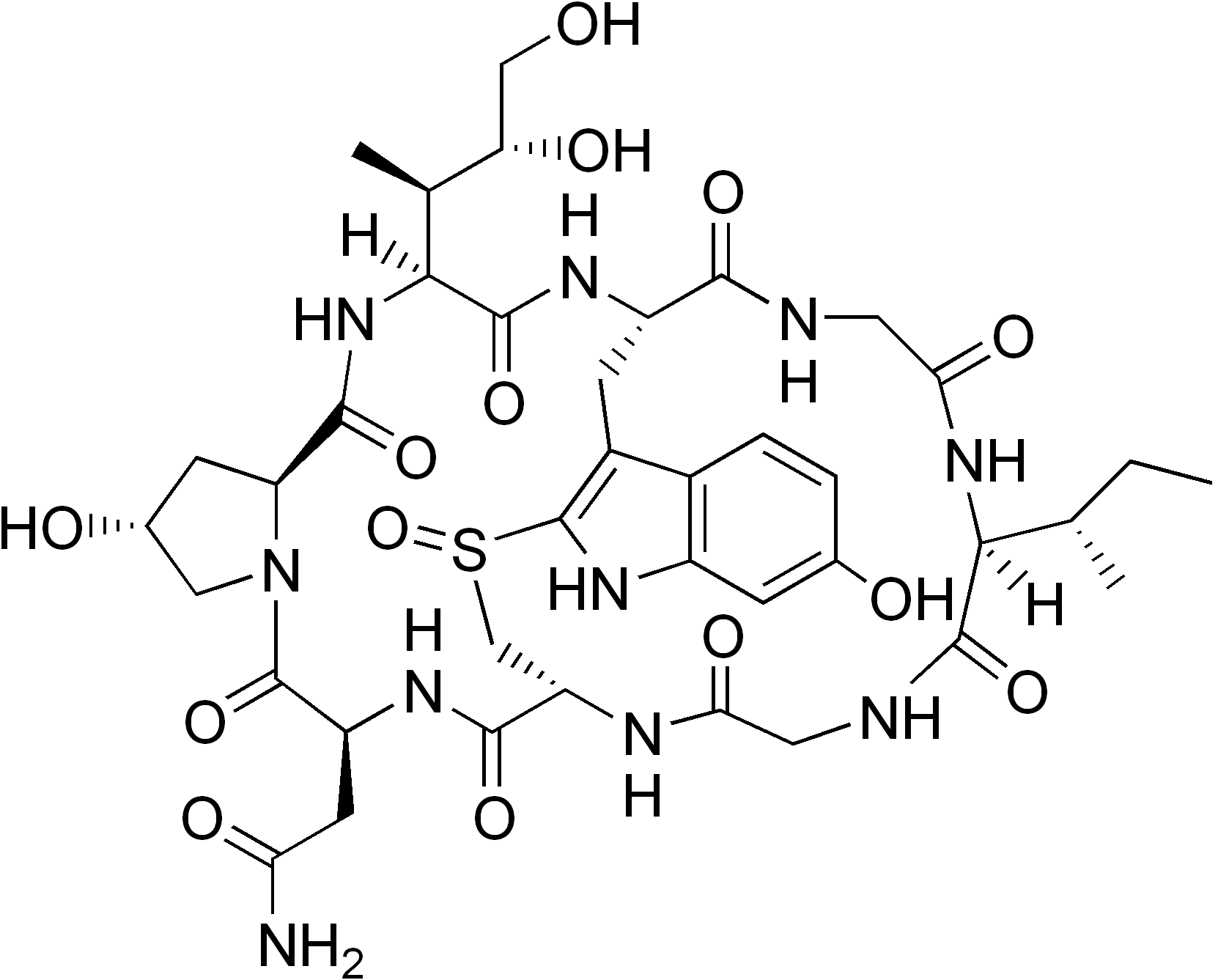
L’α-amanitine (ci-dessus) est le principal composé toxique de l’amanite phalloïde.

L’amanite phalloïde possède deux principaux groupes de toxines, les amatoxines et les phallotoxines, tous deux composés de peptides multicycliques (de structures en anneaux) dispersés dans les tissus du champignon. Une autre toxine, la phallolysine présente in vitro une certaine activité hémolytique (destruction des globules rouges dans le sang). Un autre composé, l’antamanide, a également été isolé.
Les amatoxines comportent au moins huit composés possédant une structure similaire, basée sur huit acides aminés formant une structure en anneau. Elles furent isolées en 1941 par Heinrich Wieland et Rudolf Hallermayer de l’université de Munich. Parmi elles, l’α-amanitine qui est le composé toxique principal, avec la β-amanitine, est responsable des effets toxiques,. Elles agissent principalement sur l’ARN polymérase qu'elles inhibent, empêchant la synthèse d’ARN messager dans les cellules. L'inhibition de synthèse des ARNm bloque celle de l'ensemble des protéines, et par conséquent du métabolisme cellulaire. Ceci entraîne rapidement l'arrêt des fonctions de base des cellules et des fonctions de l'organe qu'elles composent. Parmi ces organes, le foie, qui est un des premiers organes rencontrés après absorption de la toxine par le système digestif, est rapidement un tissu cible de l'amanitine, ce d'autant qu'il est au centre des processus de détoxification des organismes. D’autres organes comme les reins sont également touchés.
Les phallotoxines, constituées d'au moins sept composés distincts, possèdent également une structure moléculaire en anneau composé de sept acides aminés. La phalloïdine, principal membre de ce groupe, a été isolée en 1937 par Feodor Lynen, beau-fils et étudiant d’Heinrich Wieland, et Ulrich Wieland de l’université de Munich. Bien que les phallotoxines soient extrêmement toxiques pour les cellules du foie et du rein, où elles perturbent la dynamique du cytosquelette d'actine en empêchant la dépolymérisation des filaments, elles n'ont qu’un impact léger sur la toxicité générale de l’amanite phalloïde. Elles ne sont en effet pas absorbées au niveau intestinal. Par ailleurs, la phalloïdine est retrouvée dans une autre espèce, l’amanite rougissante (Amanita rubescens) parfaitement comestible si elle est bien cuite.
On trouve également un autre groupe de composés, les virotoxines, basées sur six peptides monocycliques similaires. Comme les phallotoxines, elles ne possèdent aucune toxicité après ingestion chez les humains.

### Symptômes
Le goût de l'amanite phalloïde est plaisant et agréable,. Cela, couplé au délai d'apparition des symptômes durant lequel les organes internes sont gravement (parfois irrémédiablement) endommagés, fait d’A. phalloides un champignon particulièrement dangereux.
Initialement, les symptômes sont de nature gastro-intestinale, incluant douleurs abdominales, diarrhées et vomissements, qui conduisent à une déshydratation ou, dans des cas graves, à une hypotension, une tachycardie, une hypoglycémie et à divers désordres acido-basiques,. Ces premiers symptômes disparaissent deux à trois jours après l’ingestion, avant une sérieuse détérioration impliquant le foie : ictère, diarrhées, délire, épilepsie et coma dus à une insuffisance hépatique aiguë et à une encéphalopathie hépatique (accumulation dans le sang de substances normalement dégradées dans le foie). Insuffisance rénale, due à une hépatite grave, ou directement à des dommages rénaux, et coagulopathie peuvent apparaître pendant cette étape. Plusieurs complications présentent un danger réel pour le pronostic vital : pression intracrânienne accrue, hémorragie intracrânienne, septicémie, pancréatite aiguë, insuffisance rénale aiguë et arrêt cardiaque,. La mort frappe généralement six à seize jours après l’empoisonnement.
Jusqu’au milieu du XXe siècle, le taux de mortalité était d’environ 60 à 70 %, mais il chuta grâce aux progrès de la médecine. Une étude sur les cas d'empoisonnement à l’amanite phalloïde effectuée de 1971 à 1980 en Europe montre un taux de mortalité de 22,4 % (51,3 % chez les enfants de moins de 10 ans et 16,5 % chez les plus âgés). Des études encore plus récentes montrent un taux d'environ 10 à 15 %.

### Traitement
La consommation d’A. phalloides est une urgence médicale nécessitant une hospitalisation. Il y a quatre principales catégories de traitements pour l’empoisonnement : les premiers soins, les mesures d’accompagnement, les traitements spécifiques et la greffe du foie.
Les premiers soins consistent en une décontamination gastrique avec du charbon actif ou encore un lavage gastrique. Cependant, à cause du délai d’apparition des symptômes, il est courant de voir les patients arriver pour le traitement plusieurs heures après l’ingestion, réduisant potentiellement l’efficacité de ces interventions,. Les mesures d'accompagnement sont dirigées sur le traitement de la déshydratation qui résulte de la perte des fluides pendant la phase gastro-intestinale de la phase d'intoxication et une correction de l’acidose métabolique, de l’hypoglycémie, du déséquilibre électrolytique et de l'altération de la coagulation sanguine.

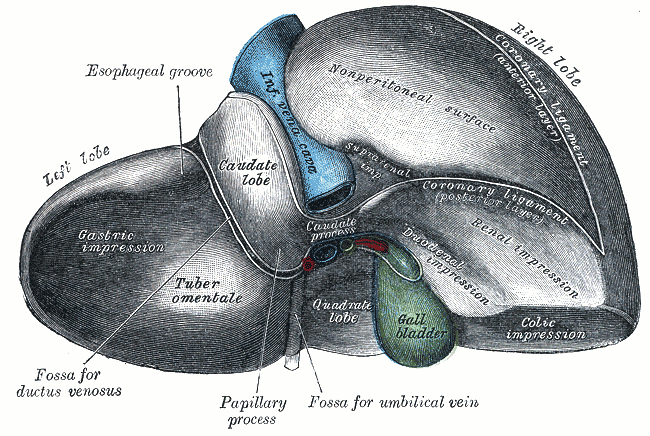
Le foie est le principal organe touché par les toxines de l’amanite phalloïde.

Aucun antidote définitif n’a encore été trouvé, mais certains traitements spécifiques semblent augmenter le taux de survie. De hautes doses continues de pénicilline G par intraveineuse semblent montrer une action bénéfique, bien que le mécanisme d’action précis soit encore inconnu, et des essais avec la céphalosporine sont prometteurs,. Certaines preuves font de la silibinine, un extrait du chardon-Marie (Silybum marianum), un composé vraisemblablement efficace pour réduire les effets d’un empoisonnement à l’amanite phalloïde. Elle prévient l’absorption des amatoxines par les hépatocytes, et ainsi protège les tissus hépatiques. Elle stimule également les ARN polymérases ADN-dépendantes, augmentant la synthèse d’ARN,,. La N-acétylcystéine montre des effets positifs en combinaison avec d'autres thérapies. Des études sur des animaux ont montré que les amatoxines font chuter le glutathion hépatique ; la N-acétylcystéine sert de précurseur dans la synthèse du glutathion, prévenant ainsi la réduction des niveaux de glutathion et par conséquent les dommages hépatiques. Aucun des antidotes testés n’a subi d'essais cliniques aléatoires, et seul un support anecdotique est disponible. La silibinine et la N-acétylcystéine apparaissent cependant comme étant les thérapies possédant l’effet le plus bénéfique. Des doses répétées de charbon actif peuvent être utiles pour absorber les toxines retournées dans le tube digestif en suivant la circulation entéro-hépatique. D’autres méthodes pour augmenter l’élimination des toxines ont été testées : hémodialyses, hémoperfusions, plasmaphérèses et dialyses péritonéales ont occasionnellement montré une efficacité mais, globalement, ne semblent pas améliorer significativement les résultats.
Chez les patients présentant une défaillance hépatique, la greffe de foie est bien souvent la seule issue envisageable pour empêcher la mort. C’est devenu une option courante dans les cas d'empoisonnement aux amatoxines,,, bien qu'elle présente elle-même des risques significatifs de complications ou d'issue fatale ; les patients nécessitent une longue cure d’immunosuppresseurs pour maintenir le transplant. Certains facteurs, comme l'apparition des symptômes, le taux de prothrombine et de bilirubine, ainsi que la présence d'une encéphalopathie servent à déterminer à quel point la transplantation devient nécessaire pour la survie du patient,,.
Bien que le taux de survie ait augmenté grâce aux traitements modernes, plus de la moitié des patients ayant présenté un empoisonnement modéré ou sévère souffrent après leur guérison de dommages hépatiques permanents. Cependant, une étude complémentaire a montré que la majorité des survivants guérissent complètement et sans séquelle si le traitement intervient jusqu'à trente-six heures après l'ingestion du champignon.

#### Pierre Bastien
Le médecin français Pierre Bastien défendit un traitement (protocole) à appliquer au plus tard douze heures après l'ingestion, associant vitamine C en injection intraveineuse, des vitamines B, du nifuroxazide (un désinfectant intestinal), de la néomycine (un antibiotique) et des levures. Ce médecin consomma devant huissier en 1971, 1974 et 1981 des amanites phalloïdes (70 g en 1981), s'administra promptement son traitement, et survécut. En 1981, le « protocole Bastien » fait l'objet d'un article scientifique dans The Lancet. Ces expériences sont accueillies avec irritation par les professionnels de santé d'Allemagne de l'Ouest : le toxicologue allemand Max Daunderer (de) explique que l'expérience tapageuse de Pierre Bastien est absolument sans danger du moment que l'antidote est ingéré avant que les toxines phalloïdiennes aient eu le temps d'atteindre le foie, et il ajoute que les intoxications phalloïdiennes en phase initiale se traitent en routine dans les hôpitaux allemands.

## Victimes notables

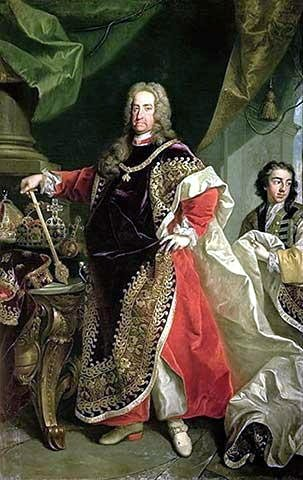
Charles VI du Saint-Empire fait partie des victimes présumées de l'amanite phalloïde.

Les morts de plusieurs figures historiques ont été attribuées, parfois à tort, à l’amanite phalloïde (ou d'autres amanites similaires).
Parmi ces victimes, on retrouve l’empereur romain Claude, le pape Clément VII, la tsarine Natalia Narychkina, ou encore le saint empereur romain Charles VI.
R. Gordon Wasson décrivit les détails de ces morts, soulignant les similitudes avec un empoisonnement à l'amanite. Dans le cas du pape Clément VII, la maladie provoqua la mort environ cinq mois plus tard, ce qui semble en contradiction avec un syndrome phalloïdien.
Natalia Narychkina aurait consommé une grande quantité de champignons saumurés peu avant de mourir. Cependant, on ne sait pas si les champignons étaient eux-mêmes vénéneux ou si elle succomba à un empoisonnement alimentaire.
L'empereur germanique Charles VI subit une indigestion après avoir mangé un plat de champignons sautés, ce qui évolua en une maladie qui finalement provoqua sa mort dix jours plus tard. Ces symptômes semblent correspondre à un syndrome phalloïdien. Sa mort conduisit à la guerre de Succession d'Autriche. Voltaire nota, :

« Ce plat de champignons changea la destinée de l’Europe. »

— Voltaire, Mémoires (1759)
L'empoisonnement de l’empereur Claude est un cas plus complexe. On sait qu'il appréciait énormément les amanites des Césars. Juste après sa mort, plusieurs auteurs[réf. souhaitée] ont affirmé qu'elle était due à l’ingestion d'amanites phalloïdes au lieu des amanites des Césars. Cependant, les historiens antiques Tacite et Suétone sont sans ambiguïté quant à la cause de la mort : le poison aurait été ajouté dans le plat de champignons, celui-ci n'aurait donc pas été composé de champignons vénéneux. Wasson émit l'idée que le poison utilisé pour tuer Claude était un dérivé d'amanite phalloïde, renforcé par une dose fatale de coloquinte administrée plus tard durant sa maladie,.

## Dans la culture
Ce champignon figure en bonne place dans le film Elle boit pas, elle fume pas, elle drague pas, mais... elle cause ! de Michel Audiard, sorti en 1970 : il y sert de technique d'empoisonnement pour se débarrasser de maîtres chanteurs.
Une chanson de l'album Météo für nada de Hubert-Félix Thiéfaine, sorti en 1986, se nomme Sweet amanite phalloïde queen.